# Nagysimonyi
Nagysimonyi é um município da Hungria, situado no condado de Vas. Tem 15,67 km² de área e sua população em 2015 foi estimada em 970 habitantes.